# Marathon van Frankfurt 2015

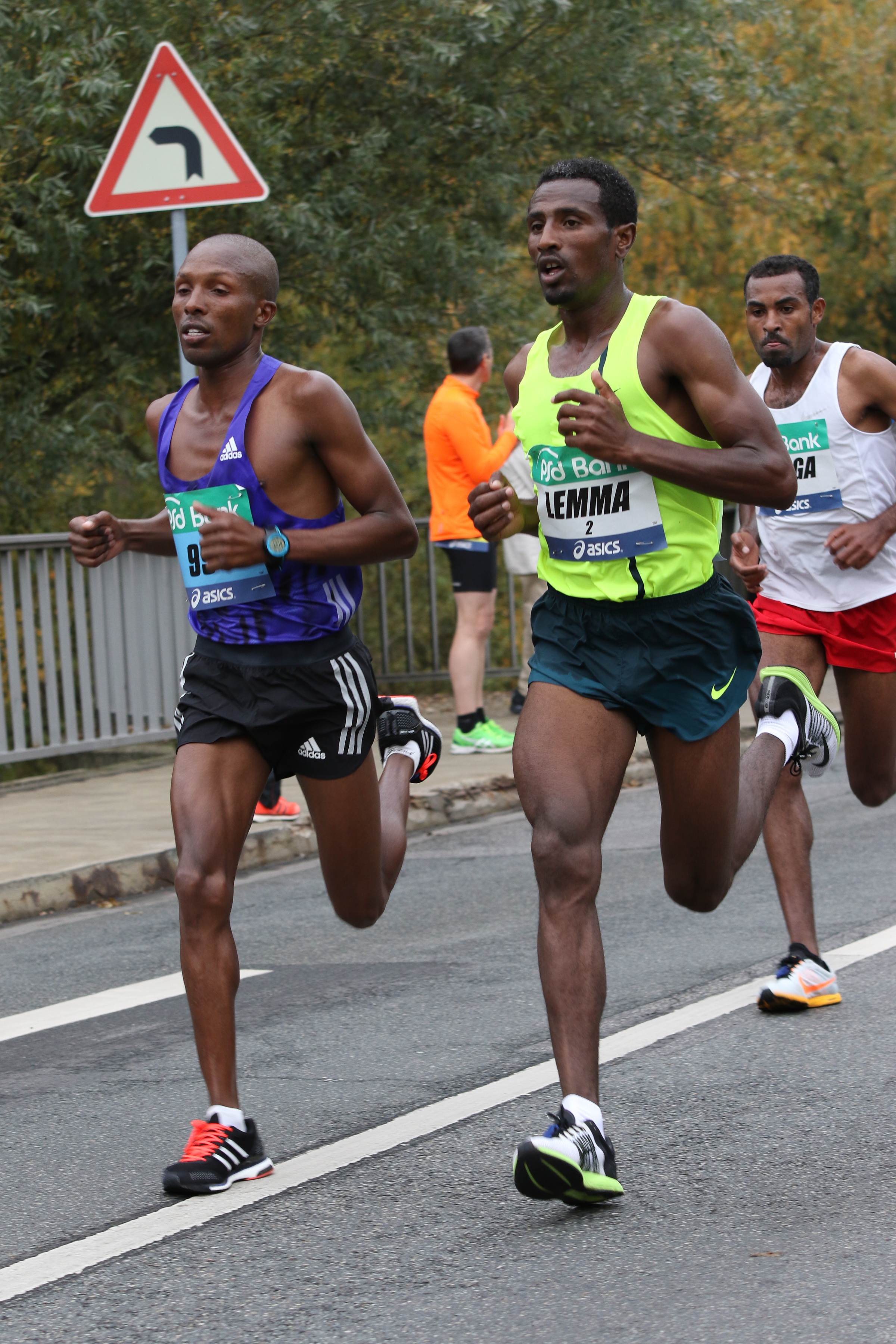
Lemma op weg naar zijn overwinning.

De marathon van Frankfurt 2015 werd gelopen op zondag 25 oktober. Het was de 34e editie van deze marathon.
De Ethiopiër Sisay Lemma won bij de mannen in 2:06.26. Hij bleef hiermee de Keniaan Lani Kiplagat acht seconden voor. De Ethiopische Gulume Chala won de wedstrijd bij de vrouwen. Zij versloeg in de eindsprint haar landgenote Dinknesh Tefera. Beiden kregen dezelfde tijd van 2:23.12 toegemeten.
In totaal finishten er 11.154 marathonlopers, waarvan 8884 mannen en 2270 vrouwen.

## Uitslagen

### Mannen
| rang   | naam                       | land | tijd    |
| ------ | -------------------------- | ---- | ------- |
| Goud   | Sisay Lemma                | ETH  | 2:06.26 |
| Zilver | Lani Kiplagat              | KEN  | 2:06.34 |
| Brons  | Alfers Lagat               | KEN  | 2:06.48 |
| 4      | Arne Gabius                | GER  | 2:08.33 |
| 5      | Suleiman Simotwo           | KEN  | 2:08.49 |
| 6      | John Cheruiyot             | KEN  | 2:08.56 |
| 7      | Estifanos Tewelde          | ERI  | 2:09.16 |
| 8      | Raymond Kemboi             | KEN  | 2:10.06 |
| 9      | Henry Kipsigei             | KEN  | 2:10.22 |
| 10     | Micah Kogo                 | KEN  | 2:10.24 |
| 11     | Mikael Ekvall              | SWE  | 2:12.07 |
| 12     | Callum Hawkins             | SCO  | 2:12.17 |
| 13     | Philip Sanga               | KEN  | 2:12.18 |
| 14     | Mariusz Gizynski           | POL  | 2:12.40 |
| 15     | El-Hassane Ben El Khanouch | FRA  | 2:13.24 |

### Vrouwen
| rang   | naam                  | land | tijd    |
| ------ | --------------------- | ---- | ------- |
| Goud   | Gulume Chala          | ETH  | 2:23.12 |
| Zilver | Dinknesh Tefera       | ETH  | 2:23.12 |
| Brons  | Korene Jelila         | ETH  | 2:23.52 |
| 4      | Sardana Trofimova     | RUS  | 2:24.38 |
| 5      | Meseret Kitata        | ETH  | 2:27.17 |
| 6      | Lisa Hahner           | GER  | 2:28.39 |
| 7      | Meseret Mengistu      | ETH  | 2:28.58 |
| 8      | Agnes Katunga         | KEN  | 2:30.13 |
| 9      | Risper Gesabwa        | KEN  | 2:30.49 |
| 10     | Andrea Mayr           | AUT  | 2:33.28 |
| 11     | Estela Navascues      | ESP  | 2:33.51 |
| 12     | Mona Stockhecke       | GER  | 2:33.54 |
| 13     | Anna-Sofie Baumeister | DEN  | 2:34.28 |
| 14     | Vianey Delarosa       | MEX  | 2:34.56 |
| 15     | Ilona Marhele         | LAT  | 2:38.01 |

1981 ·
1982 ·
1983 ·
1984 ·
1985 ·
1986 ·
1987 ·
1988 ·
1989 ·
1990 ·
1991 ·
1992 ·
1993 ·
1994 ·
1995 ·
1996 ·
1997 ·
1998 ·
1999 ·
2000 ·
2001 ·
2002 ·
2003 ·
2004 ·
2005 ·
2006 ·
2007 ·
2008 ·
2009 ·
2010 ·
2011 · 
2012 · 
2013 · 
2014 · 
2015 · 
2016 · 
2017